# Бригады Исламбули
Бригады Исламбули («Бригада Халеда аль-Исламбули») — исламистская радикальная террористическая группировка, возникшая в Египте. Руководитель — шейх Тахер Махмуд аль-Муршиди.
Названа в честь египетского офицера Халеда Исламбули, организовавшего и осуществившего убийство президента Египта Анвара Садата в 1981 году.
Считается боевым подразделением международной исламистской террористической сети «Аль-Каида».
Члены группы активно участвовали в советско-афганской войне.
Осенью 1999 года группа организовала направление боевиков для участия в военных действиях в Чечне (после предварительной подготовки на территории Ливана).
Группировка брала на себя ответственность за покушение на кандидата на пост премьер-министра Пакистана Шауката Азиза в июле 2004 года и за катастрофы двух российских пассажирских самолётов в Ростовской и Тульской областях в августе 2004.
6 сентября 2004 агентство ASN-News (Египет) сообщило, что сразу после штурма школы в Беслане египетские спецслужбы арестовали членов так называемых «Бригад», в том числе некоего Махмуда, который на допросе признался, что публиковал в Интернете сообщения о терактах в России от их имени.
Согласно сообщению агентства, группа состояла из семи человек и, по всей видимости, не совершала никаких терактов не только в России, но и где бы то ни было. У них действительно имелось несколько автоматов и даже некоторое количество взрывчатки, но не было специалистов по взрывному делу. По словам представителя египетской службы госбезопасности, скорее всего, это был просто розыгрыш.